# Grégory Gatignol
Pour les articles homonymes, voir Gatignol.
Grégory Gatignol est un acteur français, né le 4 juillet 1988 à Clermont-Ferrand.

## Biographie
C'est en 2004, dans le film Les Choristes, que Grégory Gatignol fait sa première apparition au cinéma. Il y interprète Pascal Mondain, le rebelle qui incendie le pensionnat.
Quelques années plus tard, il incarne un membre du  Parti populaire français dans La Rafle (2010) de Rose Bosch et un membre de la Milice française dans La Nouvelle Guerre des boutons (2011) de Christophe Barratier.

## Filmographie
Sauf indication contraire, les informations mentionnées dans cette section peuvent être confirmées par les bases de données cinématographiques  présentes dans la section « Liens externes ».

### Cinéma
- 2004 : Les Choristes de Christophe Barratier : Pascal Mondain
- 2007 : Darling de Christine Carrière
- 2007 : Les Insoumis de Claude-Michel Rome
- 2010 : L'Immortel de Richard Berry : Martin Beaudinard jeune
- 2010 : Pièce montée de Denys Granier-Deferre
- 2010 : La Rafle de Rose Bosch
- 2010 : Nos résistances de Romain Cogitore : Zozo
- 2010 : Noir Océan de Marion Hänsel
- 2011 : La Nouvelle Guerre des boutons de Christophe Barratier : Brochard, le milicien
- 2013 : Des morceaux de moi de Nolwenn Lemesle
- 2015 : Le Grand Jeu de Nicolas Pariser
- 2018 : Comme des garçons de Julien Hallard
- 2018 : Un peuple et son roi de Pierre Schoeller

### Télévision
- 2008 : La Résistance d'Olivier Félix : André Kirschen
- 2009 : Clémentine de Denys Granier-Deferre
- 2010 : Big Jim de Christian Merret-Palmair
- 2010 : Le Sang des Atrides de Bruno Gantillon
- 2013 : RIS police scientifique, épisode Mauvaise foi
- 2014 : Résistance : Multon
- 2015 : Les Fusillés de Philippe Triboit : Albert
- 2016 : Alice Nevers, le juge est une femme, épisode Une vie de plus de Jean-Christophe Delpias
- 2017 : Manon 20 ans : Jordy
- 2017 : Alex Hugo, épisode L'Homme perdu : Simon Tanner
- 2018 : Das Boot d'Andreas Prochaska : Marc
- 2019 : Balthazar, Saison 2 épisode 7. Tableau de chasse : Louis Bailly
- 2020 : Laëtitia de Jean-Xavier de Lestrade : Bertier
- 2023 : Le Voyageur, épisode La forêt perché : le boulanger
- 2024 : La Tournée de Florian Hessique

### Court-métrage
- 2015 : Scratch de Sandra Kobanovitch
- 2018 : Pollux de Michael Dichter
- 2019 : Pitfall de Loïc Jacquet
- 2021 : La Ventrière d'Anne-Sophie Bailly
- 2022 : Banc de touche de Valérie Leroy
- 2023 : Mauvais Sort de Camille Martin-Donatti